# Astronomia óptica

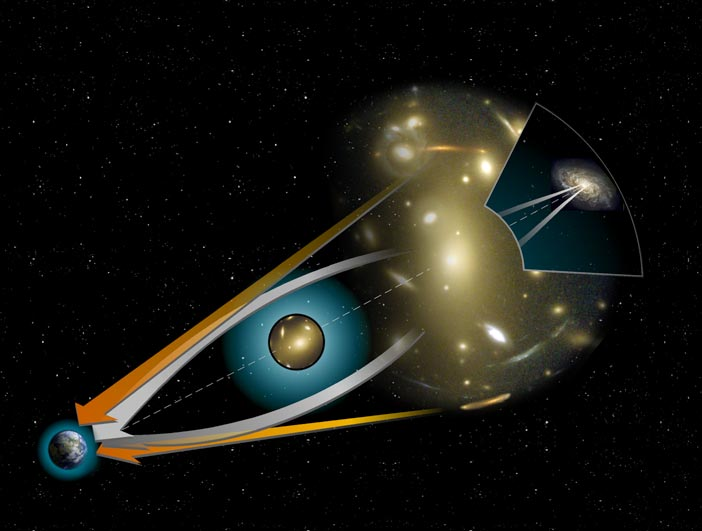
Flexão da luz em torno de um objeto de grande massa a uma longa distância. As linhas brancas representam o caminho da luz de uma fonte distante até um observador na Terra. As linhas laranjas representam as posições aparentes do objeto por um observador

Astronomia óptica (também chamada de Astronomia da luz visível) é a forma mais antiga da astronomia. Sem tecnologia, imagens ópticas eram originalmente desenhadas à mão. No final do século XIX e na maior parte do século XX as imagens foram criadas usando equipamentos fotográficos. 
Antes da descoberta que a luz é parte de uma emissão eletromagnética com vários comprimentos de ondas e emitida por termo fusão e refração dos corpos celestes, astronomia e óptica eram  apêndices da mecânica e da física. Juntos se ocupavam medindo e analisando os dados obtidos do espaço dentro do comprimento de luz até então conhecido, com o passar dos tempos. O desenvolvimento da astronomia está diretamente ligado a óptica, sem um bom instrumento seria impossível observar a maioria dos astros como os satélites de Júpiter, os anéis de Saturno, as calotas polares de Marte, as crateras, planícies e cordilheiras de montanhas na Lua e muitas outras coisas. Graças ao desenvolvimento da eletrônica, da informática, da óptica e da mecânica, podemos encontrar telescópios cada vez melhores e acessíveis. Também é possível encontrar vasto material sobre astronomia tais como, programas de computadores que apresentam previsões de fenômenos, cartas celestes, guias prático, livros, anuários astronômicos e não podemos deixar de citar a rede mundial de computadores.

## Lentes Gravitacionais
Os fundamentos da área de lentes gravitacionais foram estabelecidos em 1919, quando foi medida pela primeira vez a deflexão da luz por um campo gravitacional. Os primeiros cálculos conhecidos sobre o desvio da luz pela gravidade remontam ao século XVIII. Uma versão mais moderna deles foi feita em 1911, por Albert Einstein (1897-1955), com base em ideias que mais tarde fariam parte de sua teoria da gravitação, conhecida como relatividade geral. Em 1915, após completar sua teoria, Einstein calculou novamente o desvio da luz e obteve o valor correto, que é o dobro do valor obtido anteriormente, discordando da previsão newtoniana. Albert Einstein se tornou uma celebridade mundial após isto, pois sua teoria havia desbancado a de Newton que estava estagnada por cerda de dois séculos e meio.

### Miragens Gravitacionais
O desvio de raios luminosos pelo campo gravitacional é um fenômeno análogo àquele sofrido pela luz ao atravessar um meio material, como a água ou o vidro. Assim, a gravidade pode exercer sobre a luz efeito muito semelhante ao de uma lente. Esse fenômeno é chamado de lente gravitacional.
Qualquer massa pode ser uma lente gravitacional. Até mesmo um ser humano neste momento, está desviando os raios de luz que passam nas proximidades de seu corpo e agindo como uma lente. O problema é que só é possível detectar algum efeito quando a massa e as distâncias são suficientemente grandes.
As lentes gravitacionais, diferentemente das usuais, podem produzir imagens múltiplas das fontes e/ou distorcer sua forma, dando origem aos chamados arcos gravitacionais.
O primeiro artigo sobre o efeito de lente gravitacional foi do físico russo Orest Chwolson (1852-1934), em 1924. Além da “estrela dupla fictícia”, Chwolson previu que o alinhamento perfeito entre fonte, lente e observador daria origem a uma imagem com forma de anel em volta da lente.

## Diferentes visões
Para que o efeito de lente seja detectável, é preciso um alinhamento quase perfeito entre a fonte, a lente e o observador, ou seja, entre a estrela mais distante, a mais próxima e a Terra, o que é extremamente improvável.
Por esse fato, não vê-se no céu uma série de imagens duplas de outras estrelas que estejam atrás da primeira.
Em 1937, Fritz Zwicky (1898 – 1974), o astrônomo suíço publicou um trabalho no qual estudava o efeito de lentes gravitacionais de galáxias por galáxias e por aglomerados de galáxias. Como as massas e as distâncias envolvidas eram muito maiores, os efeitos de imagem múltipla poderiam ser observados diretamente.
Zwicky previu que as lentes podiam ser usadas em três aplicações: para ver objetos distantes, agindo como “telescópios gravitacionais”, para medir a massa de galáxias e aglomerados e para testar a relatividade feral por meio da deflexão da luz. Logo, ele concluiu que a probabilidade de que galáxias agindo como lentes gravitacionais sejam encontradas torna-se praticamente uma certeza.

### Poluição Luminosa
Pode ser classificada como a alteração dos padrões iluminação no meio ambiente devido às fontes de luz criadas pelo homem. Inclui: luz direta, aumento crônico e temporário da iluminação, flutuações inesperadas nas iluminações artificiais. As fontes deste tipo de iluminação são várias e encontram-se praticamente em todos os ecossistemas na forma de sky glows, edifícios e torres iluminadas, luz das ruas, barcos de pesca, luzes de segurança, luz nos veículos e chamas nas plataformas petrolíferas costeiras.
Pode ser quantificada através de medidas absolutas de concentração e emissão ou através de medidas relativas, parte de uma quantidade de luz artificial por unidade de luz natural no mesmo sistema.

## Telescópios
No século VII, os árabes instalaram observatórios em Bagdá, Cairo, Damasco e outros centros importantes. O telescópio de Galileu Galilei, construído em 1609, foi inspirado no trabalho do holandês Hans Lippershey (1570-1619) que foi o primeiro a construir um telescópio que era um instrumento para olhar coisas a distância, constituído por um tubo com uma lente em cada extremidade. O de Galileu  era composto de uma lente convexa e uma côncava. Com esse instrumento ele iniciou, ainda nesse ano, as observações que marcaram o início da astronomia moderna. Johannes Kepler (1571-1630), explicou em seu livro (Dioptrice) que seria melhor construir um telescópio com duas lentes convexas, como se usa atualmente. Em 1668, Isaac Newton (1643-1727) construiu um telescópio refletor (catóptrico, do grego kátoptron, espelho), usado atualmente em todos os observatórios profissionais, com um espelho curvo em vez de uma lente, usada nos telescópios refratores de Galileu e Kepler.
Newton argumentou que a luz branca era na verdade uma mistura de diferentes tipos de raios que eram refratados em ângulos ligeiramente diferentes, e que cada tipo de raio diferente produz uma cor espectral diferente. Newton concluiu, erroneamente, que telescópios usando lentes refratoras sofreriam sempre de aberração cromática.

### Telescópio Espacial Hubble

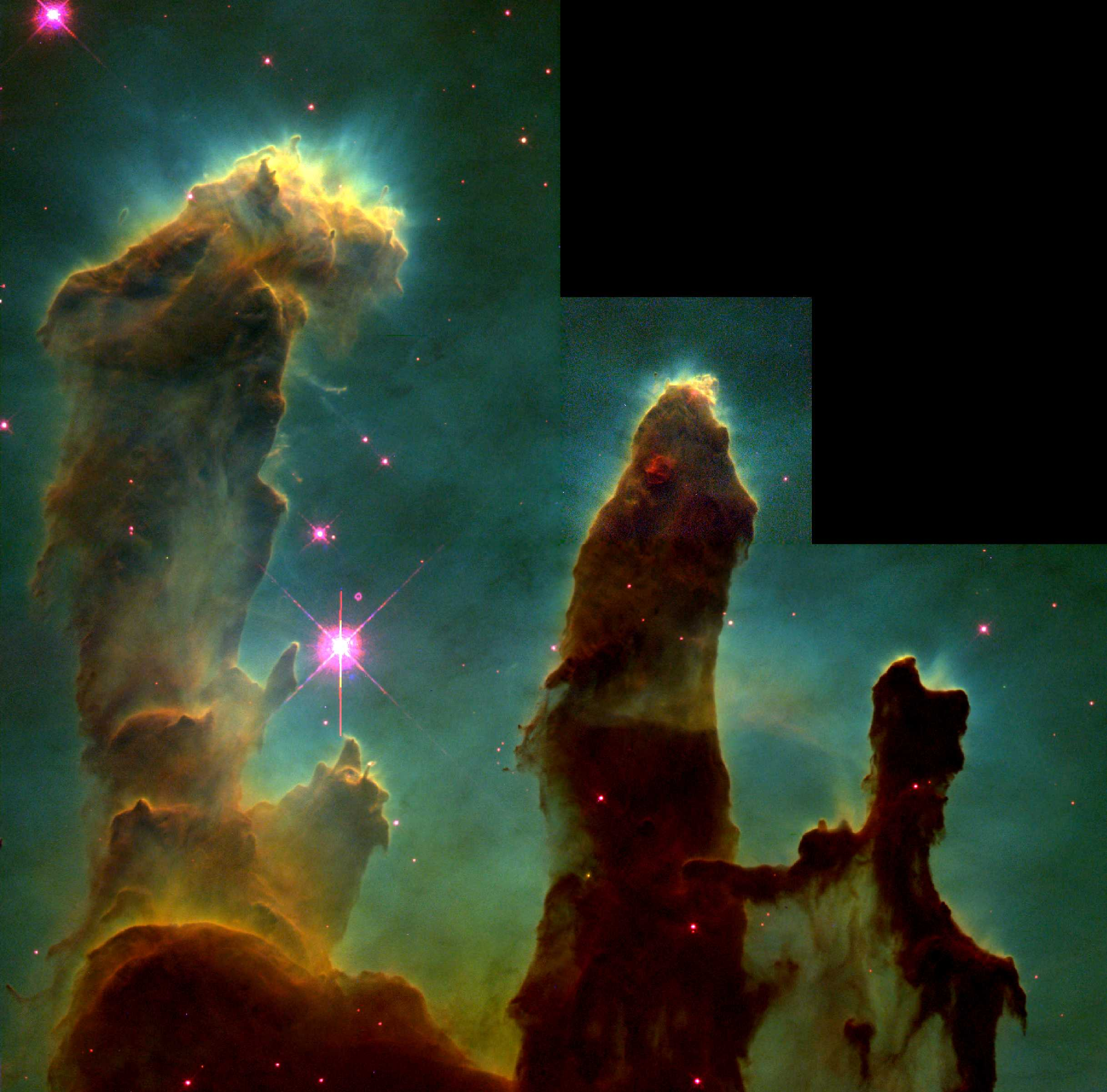
Uma das mais famosas imagens do Hubble, "Pilares da Criação" mostrando a Nebulosa da Águia

Transportando um grande telescópio para a luz visível e infravermelha, ele é um satélite astronômico artificial não tripulado. Foi lançado pela NASA em 24 de abril de 1990. Este telescópio já recebeu várias visitas espaciais da NASA para a manutenção e para a substituição de equipamentos obsoletos ou inoperantes. O telescópio é a primeira missão da NASA pertencente aos Grandes Observatórios Espaciais, consistindo numa família de quatro observatórios orbitais, cada um observando o Universo em um comprimento diferente de onda, como a luz visível, raios gama, raios-X e o infravermelho. Pela primeira vez se tornou possível ver mais longe do que as estrelas da nossa própria galáxia e estudar estruturas do Universo até então desconhecidas ou pouco observadas. O Hubble, de uma forma geral, deu à civilização humana uma nova visão do universo e proporcionou um salto equivalente ao dado pela luneta de Galileu Galilei no século XVII.
Opticamente o Hubble é um refletor tipo Cassegrain com um projeto Ritchey-Chrétien. Este projeto, com dois grandes espelhos hiperbólicos, é bom para fotografar um largo campo de vista, mas tem a desvantagem de ser de difícil construção. Os sistemas relacionados com a óptica e espelhos do telescópio representavam a parte crucial, e seriam concebidos segundo especificações muito rígidas. Em média, os telescópios usam espelhos polidos para uma precisão de cerca de um décimo do comprimento de onda da luz visível; porém, uma vez que o Telescópio Espacial seria utilizado para observações na gama do ultravioleta ao infravermelho com uma resolução dez vezes superior aos telescópios antecessores, o espelho deste teria que ser polido para uma precisão de 10 nanômetros, cerca de 1/65 do comprimento de onda da luz vermelha.

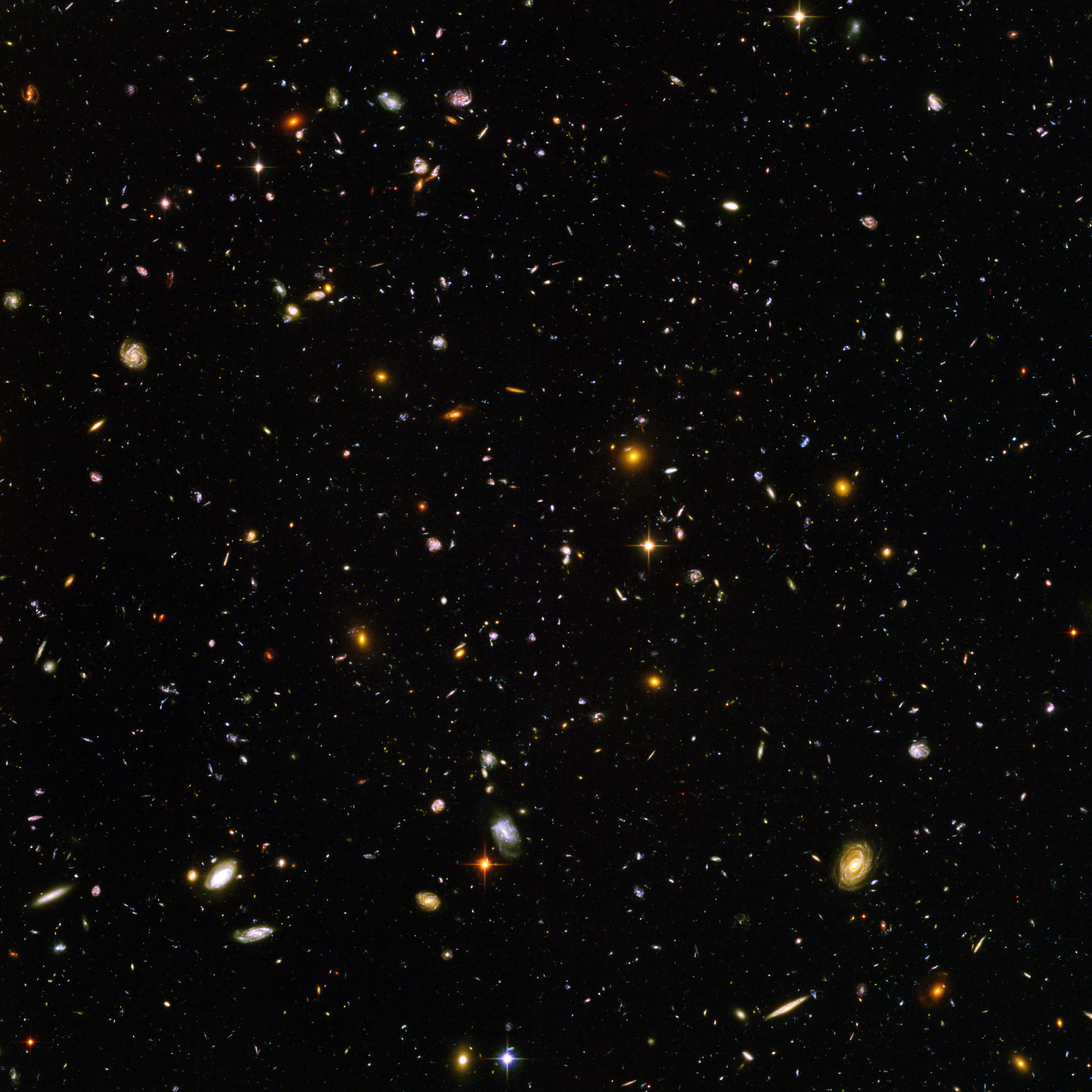
Galáxias distantes no espaço profundo, em uma fotografia Hubble Ultra Deep Field

Entre suas principais conquistas está a medição das distâncias das cefeidas com precisão inédita e, com isso, limitando o valor da constante de Hubble - a medida da taxa na qual o universo está em expansão, que também está relacionada com a sua idade. Antes do lançamento do Hubble as estimativas da constante de Hubble tipicamente tinham erros de até 50%, mas as medições do Hubble de cefeidas no aglomerado de Virgem e outros aglomerados de galáxias distantes forneceu um valor medido com uma precisão de ± 10%, o que é consistente com outras medidas mais precisas feitas desde o lançamento do Hubble usando outras técnicas. Enquanto que o Hubble ajudou a refinar as estimativas da idade do universo, ele também colocou em dúvida as teorias sobre o seu futuro. Astrônomos do High-Z Supernova Search Team e do Supernova Cosmology Project usaram o telescópio para observar supernovas distantes e descobriram evidências de que, longe de desaceleração sob a influência da gravidade, o universo pode de fato estar se expandindo em uma taxa de aceleração. Esta aceleração foi posteriormente medida com mais precisão por outros telescópios terrestres e espaciais, confirmando a constatação do Hubble. A causa desta aceleração permanece mal compreendida, mas atribui-se mais comumente à influência da energia escura.
Embora tivesse sido suposto na década de 1960 que os buracos negros seriam encontrados nos centros de algumas galáxias, coube ao Hubble contribuir para mostrar que os buracos negros são, provavelmente, comuns nos centros galáticos, e não só, mas também que as massas dos buracos negros e as propriedades destas galáxias estão intimamente relacionadas. Os espectros e imagens de alta resolução fornecidos pelo Hubble têm sido particularmente úteis para estabelecer a prevalência de buracos negros no núcleo de galáxias próximas.